# No More Heroes (песня)
No More Heroes — песня The Stranglers, открывающая вторую сторону второго (одноимённого) альбома группы. Сингл «No More Heroes», выпущенный записывающей компанией United Artists в сентябре 1977 года, 22 октября достиг максимальной позиции #8 в UK Singles Chart, продержавшись в Top 40 девять недель.
Песня задумывалась как сатира на феномен «звездности»: в числе тех «героев», на чьё отсутствие сетуют авторы, — Лев Троцкий, Санчо Панса, Ленни Брюс и Элмир де Хори — венгерский специалист по подделыванию шедевров мировой живописи.
«После выхода альбома мы не раздавали автографов. Мы говорили: Героев нет, становитесь кумирами себе самим!.. Ведь перечисленные в песне персонажи являются, скорее, антигероями…» — рассказывал Хью Корнуэлл. Позже вокалист группы признавался, что, наблюдая за тем, как «сходят с ума» подростки во время исполнения песни, он не раз ловил себя на мысли, что последняя «поддерживает тот самый миф, который должна была бы уничтожить».
Британский журнал New Musical Express включил данную композицию в свой список «500 величайших песен всех времён», разместив её на 394-й позиции.

## Состав
- Хью Корнуэлл — гитара, вокал
- Жан-Жак Бёрнел — бас-гитара
- Дэйв Гринфилд — клавишные
- Джет Блэк — ударные

## См также
- Top of the Pops, 1977. Альтернативная версия. Характерными жестами Бернел выразил своё отношение к необходимости играть под фонограмму.